# Able Mabel
Able Mabel was de bijnaam van een Amerikaanse B-24 Liberator-bommenwerper (serienummer 42-110081).
Tijdens de Tweede Wereldoorlog was het gebruikelijk dat de piloten hun vliegtuig een naam gaven. Meestal was dit de naam van een pin-up. Een afbeelding hiervan werd op de neus van het vliegtuig aangebracht (nose art). Dit was dus ook zo voor de "Able Mabel".
Vanaf maart 1944 werd de Able Mabel overgedragen aan de Achtste Luchtmacht in Engeland. Het toestel had als thuishaven Hardwick (Station 104) in Oost-Engeland.
Op 19 juni 1944 om 17:50 uur, tijdens de uitvoering van een dienstopdracht (bombarderen van V1-lanceerinstallaties te Fressin en Bachimont in Noord Frankrijk), stortte de Able Mabel in het noorden van Brugge neer op de Sint-Jozefswijk. De vlucht staat in de Amerikaanse archieven vermeld als FLIGHT 424.

## Omstandigheden van het ongeval
Het vliegtuig maakte deel uit van een groep van 509 toestellen die die dag ingezet werden met de bedoeling de lanceerbasissen van de V1-raketten in het noorden van Frankrijk (Fressin en Bachimont) te bombarderen. De vlucht ging over de Noordzee richting België. Via Oostende en Brugge werd gevlogen tot aan de grensscheiding met de provincie Oost-Vlaanderen. Vanaf hier werd een ruime bocht naar rechts gemaakt richting Noord-Frankrijk. Boven Maldegem (een 15-tal km voorbij Brugge) liep het mis. De "Able Mabel" werd door een 88mm-granaat van het Duitse afweergeschut geraakt ter hoogte van motor 4 (uiterst rechtse motor). Het brandende toestel verloor snel hoogte en week af in de richting Brugge. Ter hoogte van de wijk Sint-Jozef verloor het de rechtervleugel waarna de piloot de volledige controle over het toestel kwijtraakte. Het toestel kwam in een spiraalvorm naar beneden en stortte neer in een nabijgelegen weide waar het volledig uitbrandde.
Drie van de tien bemanningsleden, waaronder de copiloot, kwamen hierbij om het leven. De overlevenden konden het brandende vliegtuig tijdig verlaten en kwamen met hun valscherm veilig op de grond. Amper enkele uren na de crash werden ze door de Duitsers opgepakt en krijgsgevangen genomen.

## Plaats waar het vliegtuig is neergestort
Het vliegtuig kwam terecht in een uitgestrekte weide amper 30 meter achter de aaneengesloten woningen met huisnummer 49, 47, 45 en 43 gelegen in de Pannebekestraat te Sint-Jozef. Deze woningen bevonden zich toentertijd op de rand van een dichtbevolkte woonkern. Huis 49 staat op de hoek van het kruispunt gevormd met de Sint-Jozefstraat. Op 3 juli 2004 (60 jaar na de crash) werd op de zijgevel van deze woning een gedenkplaat, ter nagedachtenis van de drie slachtoffers, aangebracht.
Anno 2013 zijn de weidegronden waarvan sprake, verkaveld en heeft de dichte bebouwing zich verder noordwaarts uitgebreid. Op de plaats waar de impact van het vliegtuig zich bevond, zijn er momenteel enkele garages met bijhorende parking gebouwd. De toegang tot deze garages ligt naast het dienstencentrum De Garve.

## Monument
Op zaterdag 2 juli 2022 werd aan het dienstencentrum De Garve het monument ‘Able Mabel’ ingehuldigd door burgemeester Dirk De fauw. De sokkel werd ingezegend door pastoor Carmino Bohez. Burgemeester De fauw en provinciecommandant Philippe De Cock legden ook een bloemenkrans neer.
Het initiatief voor dit monument komt van het Feestcomité Sint-Jozef, Rita Vandenbussche, verantwoordelijke Buurtcentrum De Garve en Bart Lambrecht, toenmalig coördinator van de Brugse dienstencentra.

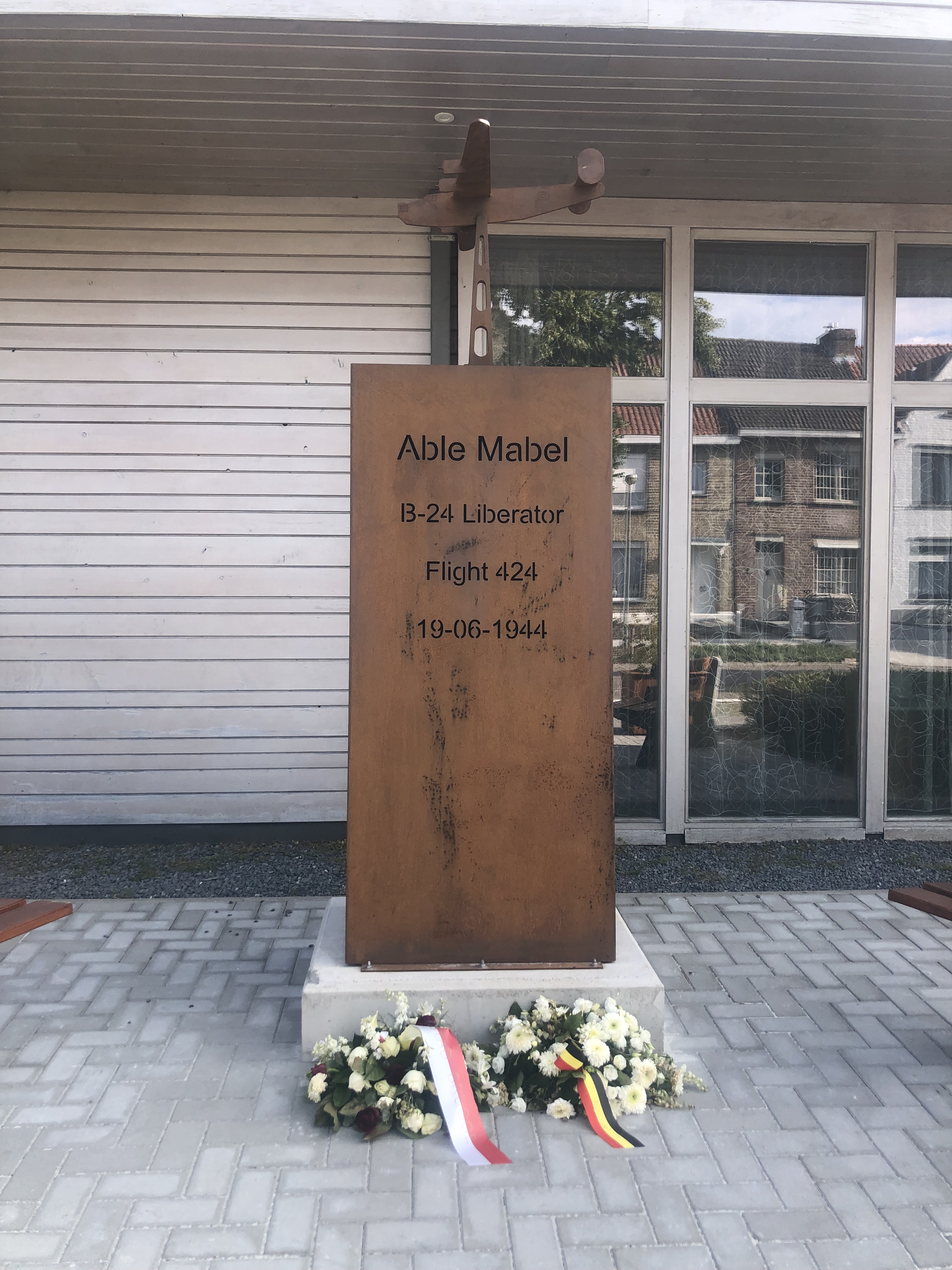

## Bemanning
- 1ste Lt. Robert W. Brown (piloot)
- 1ste Lt. Floyd R. Cook (copiloot)
- 2de Lt Michael A. Pietruccioli (navigator)
- 2de Lt James F. Kavanagh (bommenrichter)
- T. Sgt. Oliver J. Wood (werktuigkundige)
- Sgt. Raymond F. Pulley (radio-operator)
- S. Sgt. John H. Worrell Jr. (rechter zijschutter)
- S. Sgt. Lillian E. Wolfe Jr. (linker zijschutter)
- T. Sgt. Kenneth V. Ehrhart (neusschutter)
- S. Sgt. Robert R. Meltzer (staartschutter)

## Overledenen
- 1ste Lt. Floyd R. Cook - Minnesota
- 2de Lt. Michael A. Pietruccioli - New Jersey
- T. Sgt. Kenneth V. Ehrhart - Alaska

Copiloot Cook en navigator Pietruccioli hebben het vliegtuig pas laattijdig verlaten en slaagden er niet meer in hun valscherm tijdig te openen, met hun dood tot gevolg.
Van neusschutter Ehrhart is geweten dat hij het toestel, om een niet nader gekende reden, niet heeft verlaten en pas twee dagen later in het wrak werd gevonden.